# Mode under 1840-talet

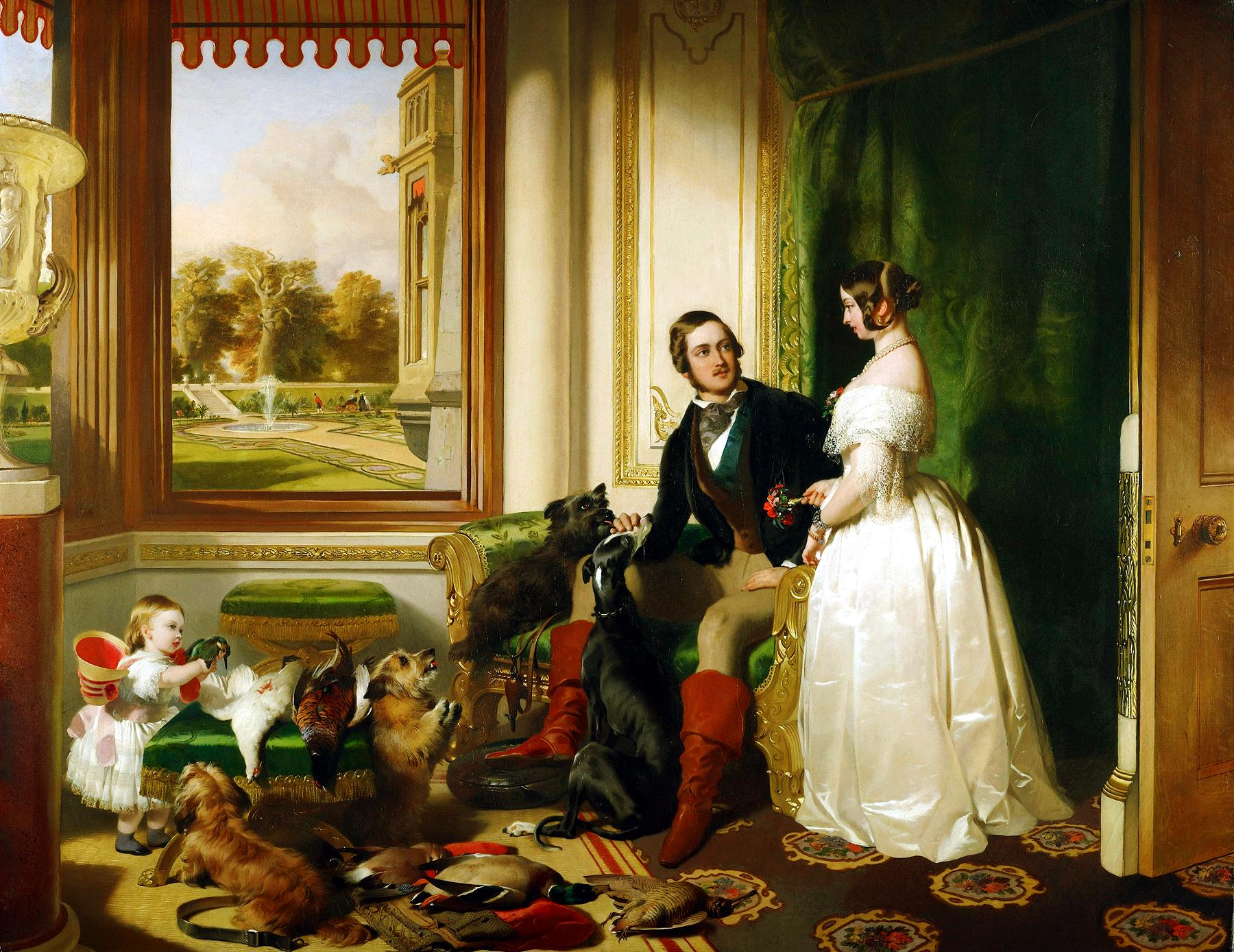
Windsor Castle in Modern Times. 1841-1845

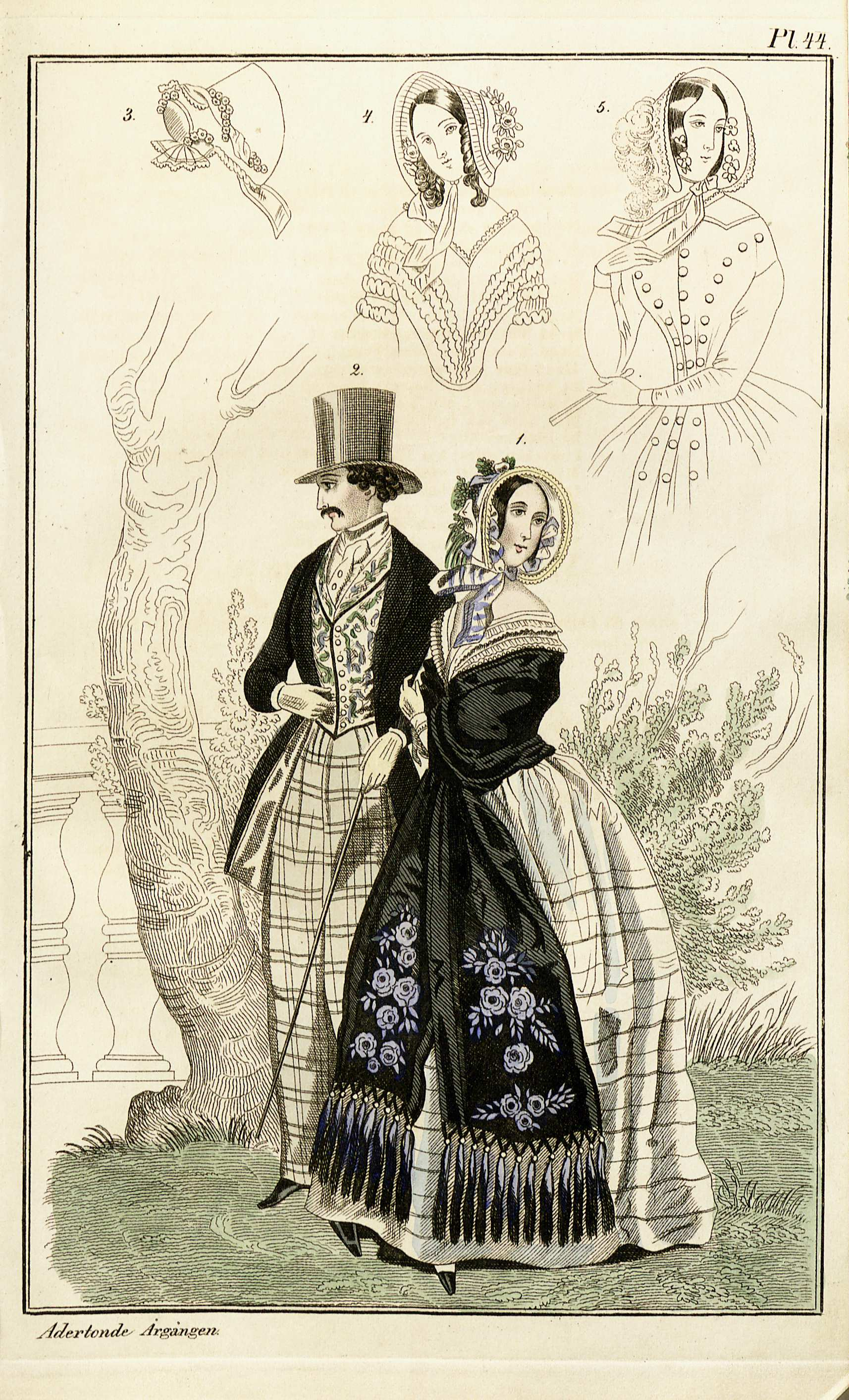
Magasin för konst, nyheter och moder 1841, illustration nr 44

Mode under 1840-talet syftar på modet under perioden mellan 1840 och 1850. Under denna tidsperiod var mode ett västerländskt fenomen, eftersom klädedräkten i andra delar av världen under denna tidsperiod bestod av en etnisk och kulturell klädedräkt, som inte genomgick förändringar efter modets växlingar på det sätt som skedde i Europa. Modet dikterades under denna tid fortfarande av Europas modeindustri. 

## Allmänt
Från den här tidsperioden började konfektionsindustrin med färdigsydda kläder långsamt utvecklas; till en början var det dock endast enkla och grundläggande plagg som skjortor som syddes färdiga, och arbetarplagg som började erbjudas i olika butiker för arbetskläder, men symaskinen, som kom 1846, drev på en utveckling mot en gradvis mer avancerad konfektionsindustri.

## Dammode

### Klädedräkt
Under 1840-talet försvann alla extrema tendenser och ett diskret mode ersatte 1830-talets flamboyanta mode. Ärmarna blev snäva, bahyttens brätten smalare, och kjollängden sänktes till golvet. 
Modet under romantikens era var huvudsakligen diskret och icke iögonenfallande, något som uppfattades som sedligt och feminint. Livet var format i en spets, och gärna rynkat på framsidan ned mot midjan a' la vierge för att understryka det långa, spetsiga livet. Till aftonklänning var en bred båtringning det mest moderna: den var vid snarare än djup, och visade axlarna snarare än brösten. Ringningen dekorerades gärna med en bred berta-krage eller spetskrage. Modet använde gärna historiska detaljer, och en bred spetskrage inspirerad av 1600-talet var populärt. Ärmarna var som reaktion på 1830-talets vida puffärmar ofta snäva och figurnära. Till aftonklädsel var ärmarna gärna halvlånga och dekorerade med en spetsvolang inspirerat av 1700-talets mode (engeagenter) eller diskreta ryschband.
Kjolarna var fotsida, vida och rynkade: de kunde gärna vara dekorerade, då främst längs fållen eller på framsidan, men dekoren var diskret, och om man bar volanger var dessa till exempel inte yviga utan platta och låg släta mot kjolen. Till aftonklänning var det populärt att bära en överkjol som öppnade sig över en under kjol, inspirerat av 1700-talets mode. 
Under 1840-talet blev kjolvidden gradvis bredare för varje år, och man åstadkom vidden genom många underkjolar som stärktes och fodrades med rep och band: ibland så många som åtta underkjolar. 
Färgerna skulle under denna tid vara dämpade och diskreta. 

### Hår och huvudbonad
Håret friserades med knut i nacken, mittbena, och korkskruvslockar som inramade sidorna av ansiktet a' la Sevigne. Som huvudbonad bars nu alltid en bahytt. 1840-talets bahytter hade en diskret kulle och diskreta brätten som ramade in och omslöt ansiktet, och gjorde det omöjligt att se på någon från sidan, eller bli sedd från sidan. 

### Bildgalleri

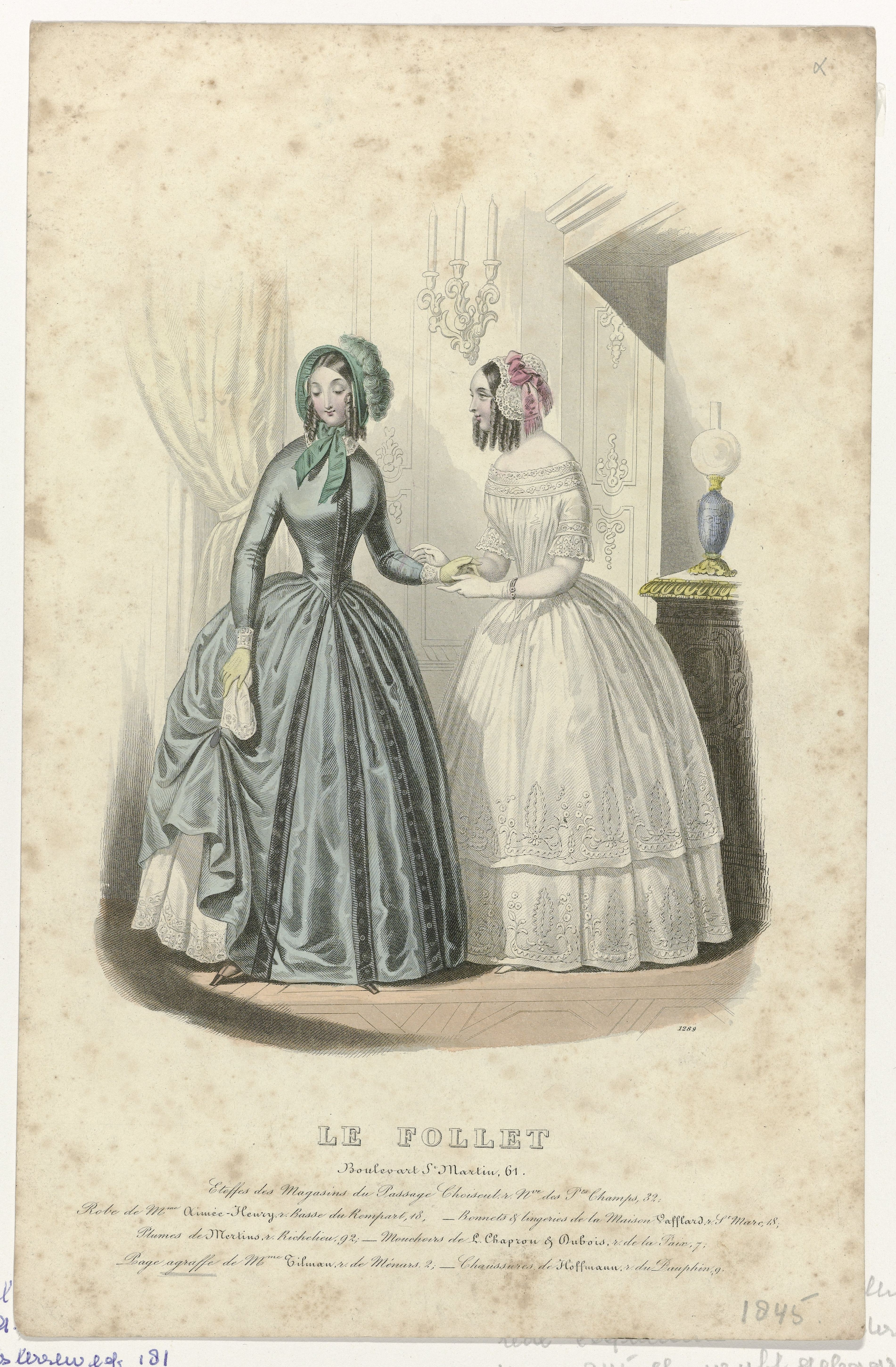
Le Follet, 1845, No. 1289 Etoffes des Magasins (..), RP-P-2009-3234
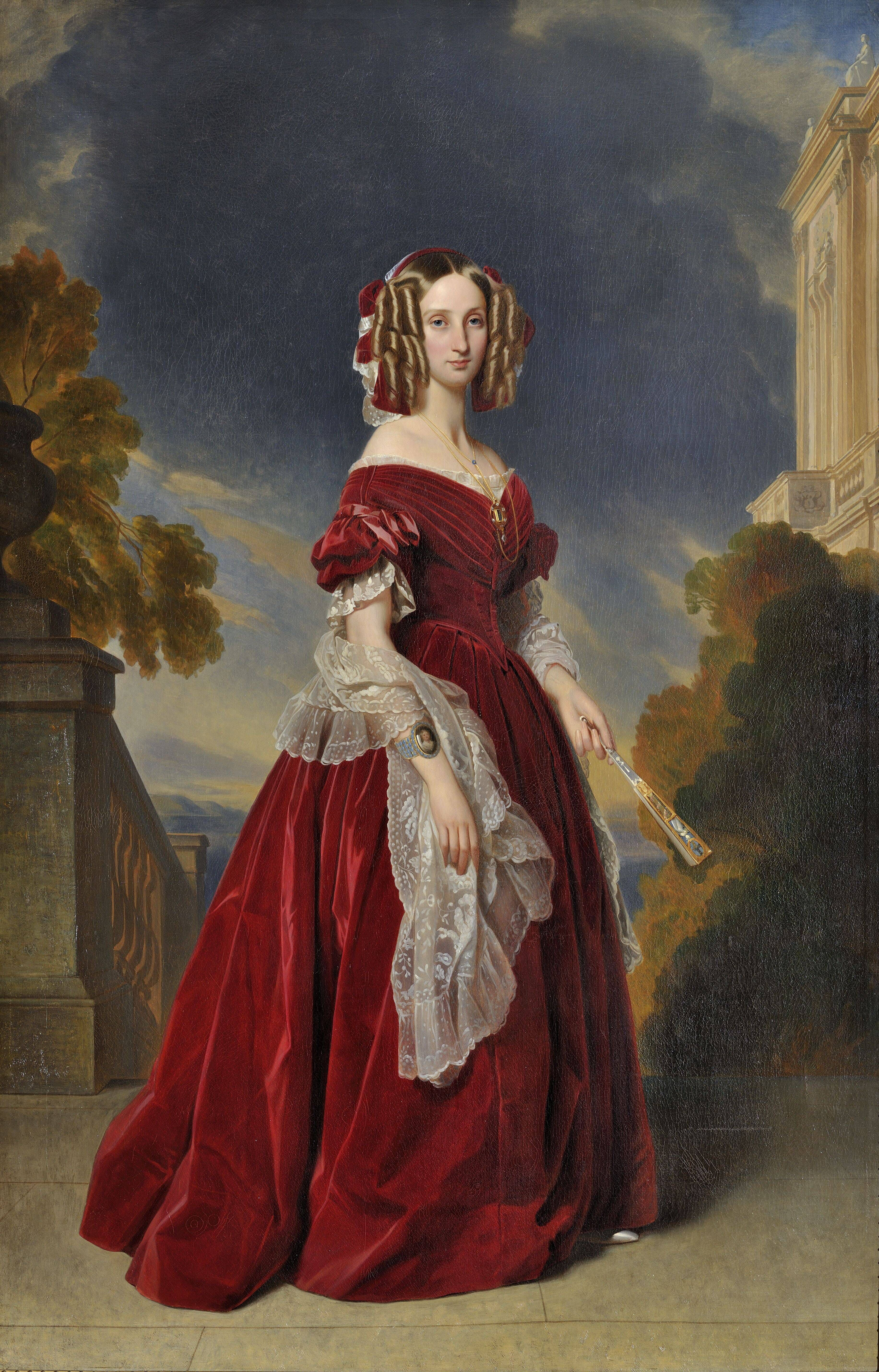
Louise d'Orléans, reine des Belges.
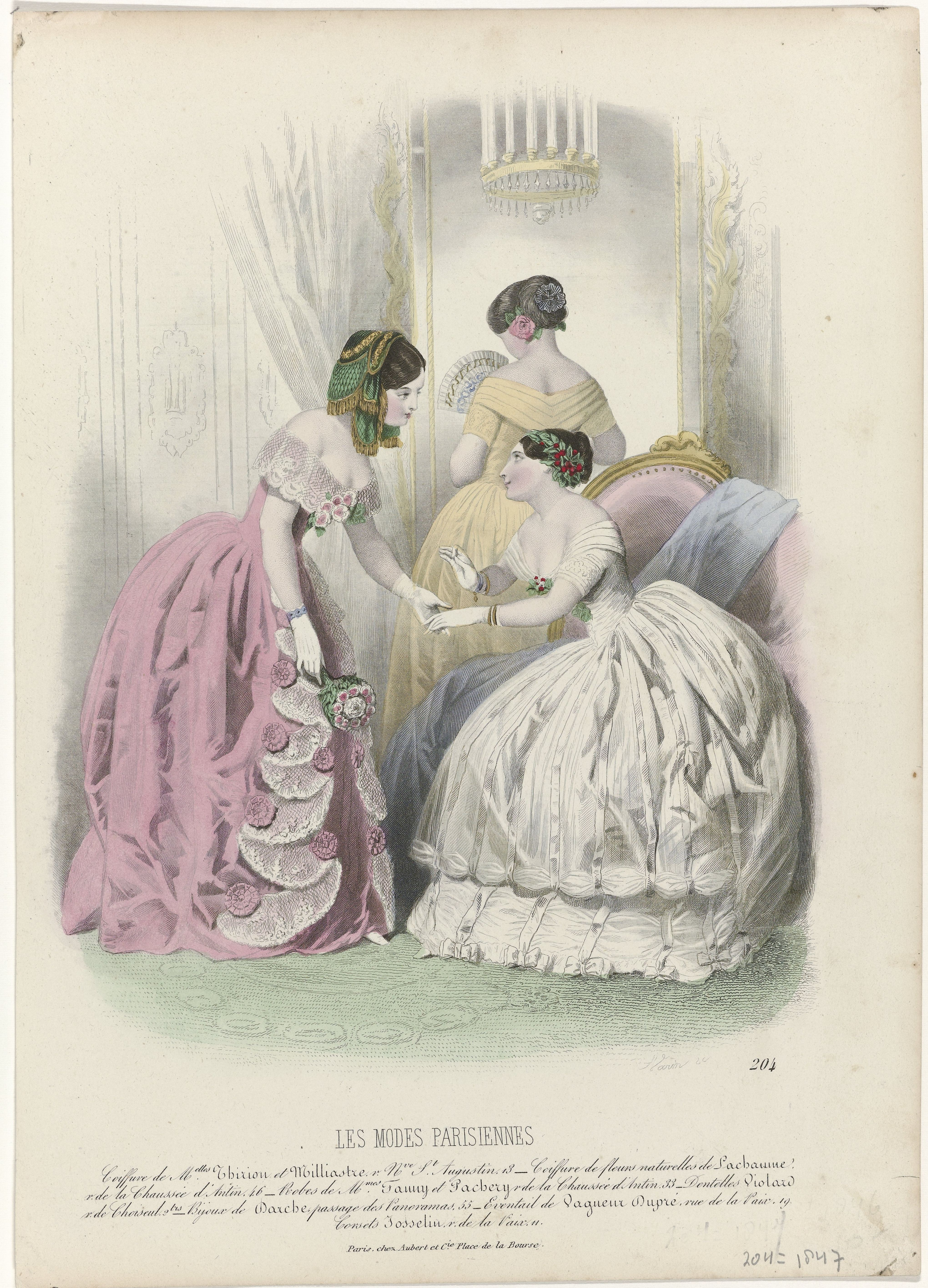
Les Modes Parisiennes, 24 janvier 1847, No. 204 Coiffure de Melles Thirion (..), RP-P-2009-3264
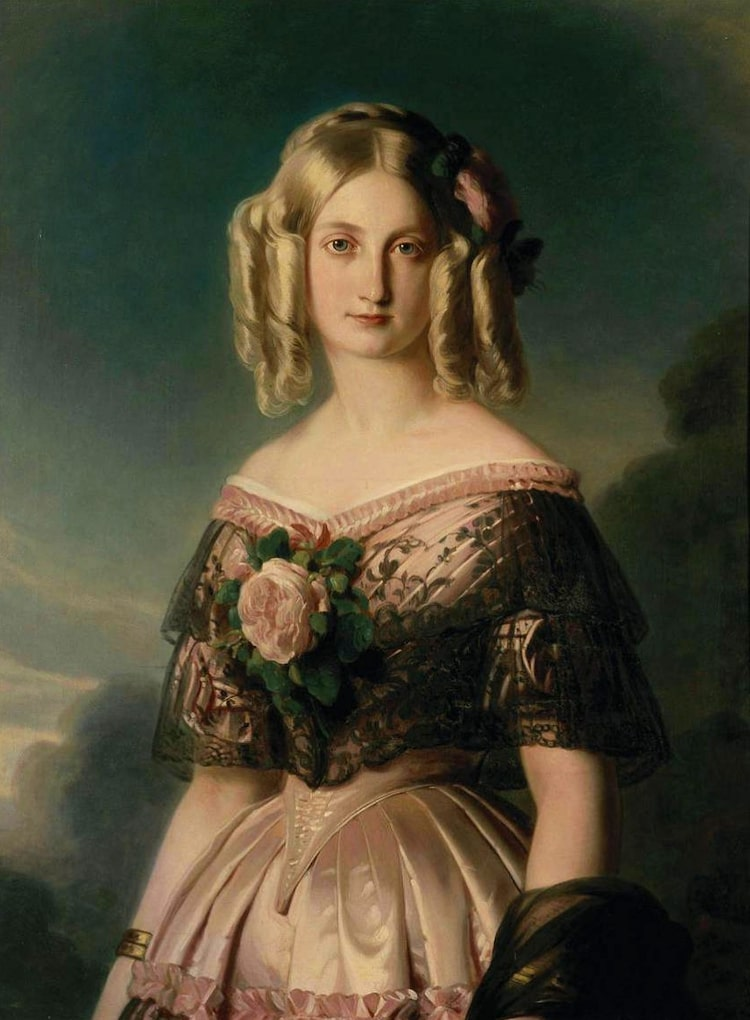
Maria Carolina Augusta di Borbone, Principessa delle Due Sicilie (1848)
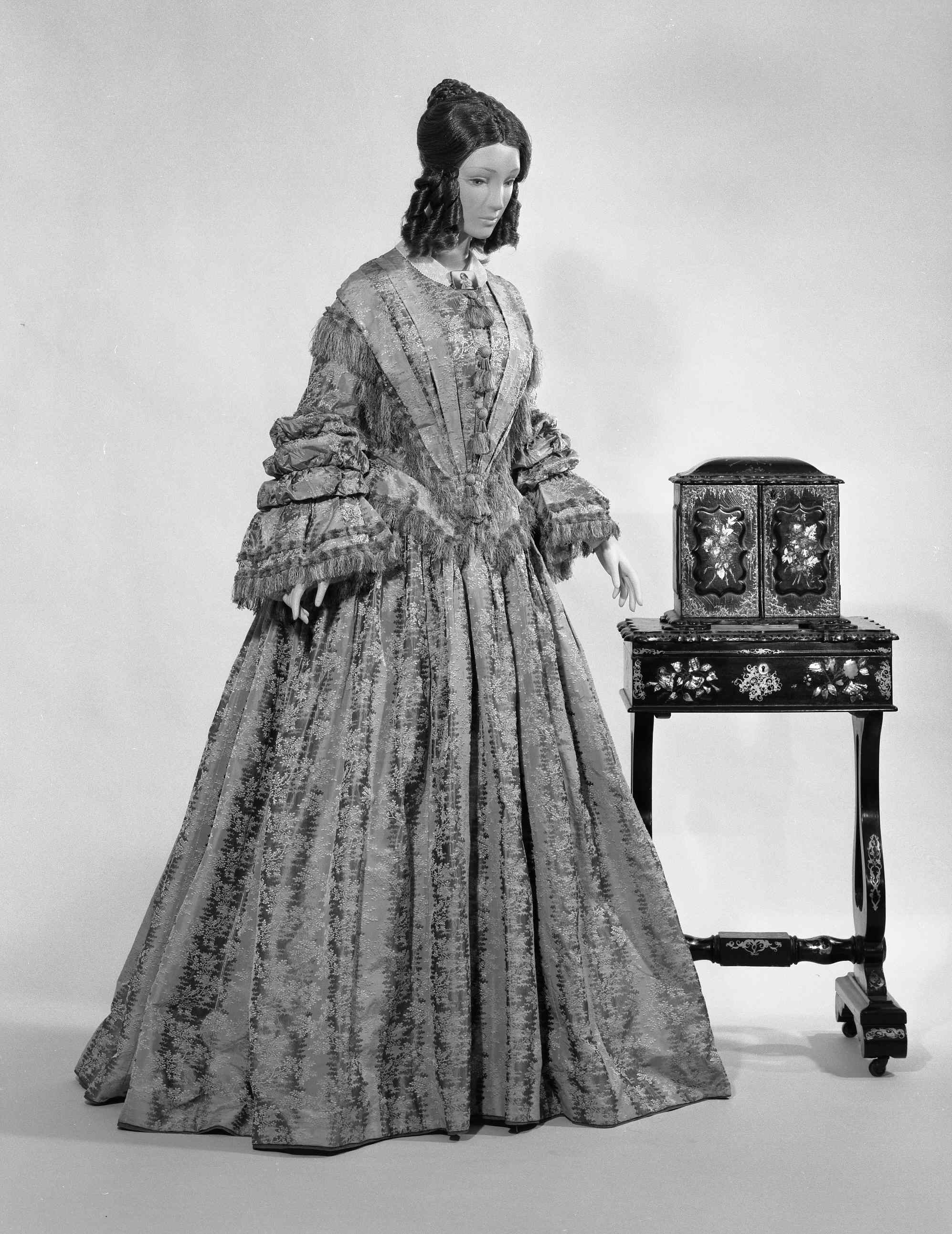
Afternoon dress MET 73.68.1 bw
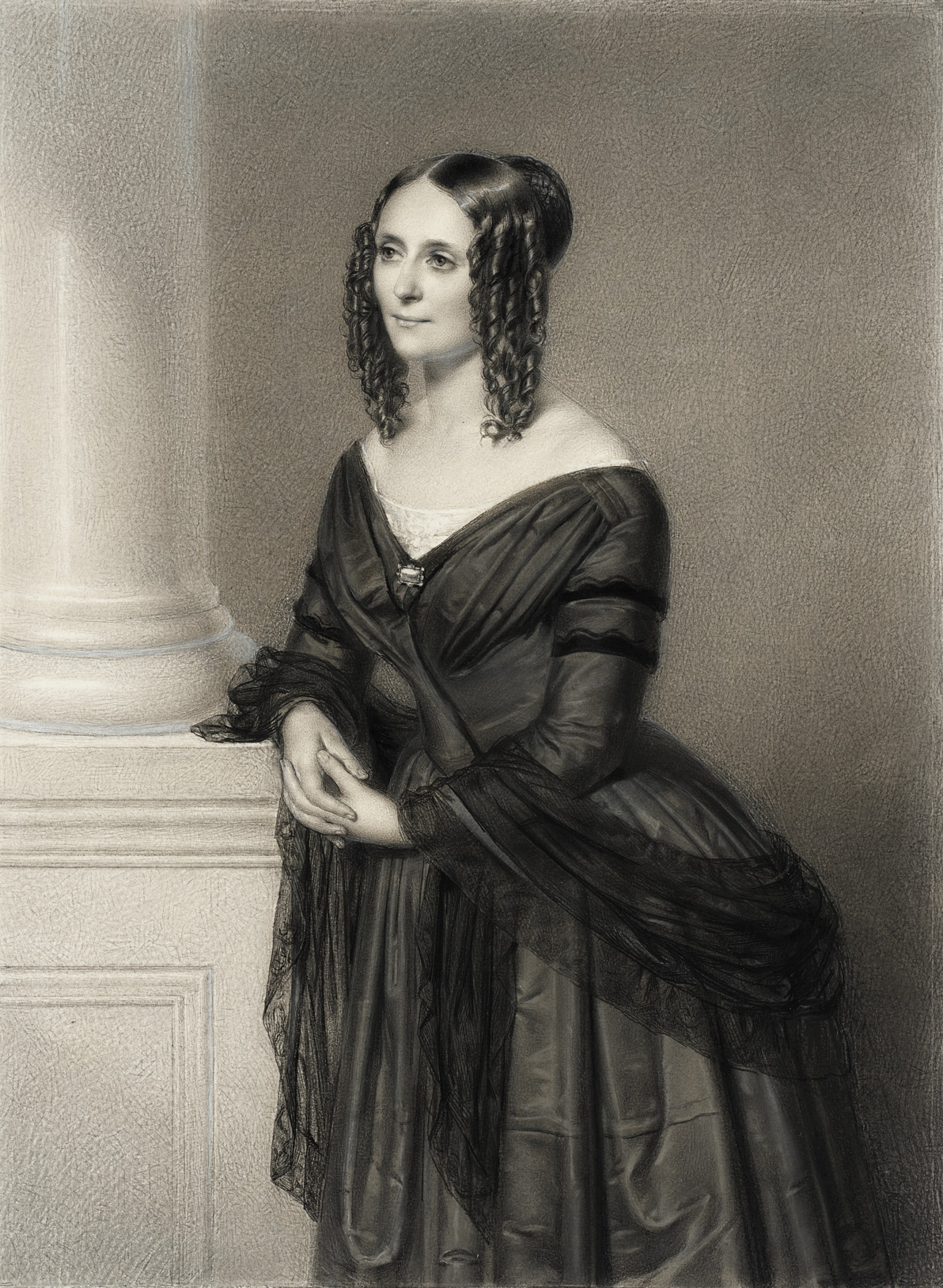
Portrait of a Woman LACMA 54.89.1

## Herrmode

### Klädedräkt
Herrmodet var först och främst brittiskt och där blev Prins Albert under denna tid en modeförebild. Idealfiguren var fortfarande ett brett bröst och smal midja, men under romantikens epok skulle nu gärna axlarna vara något sluttande.
Skjortans kravatt kunde knytas på en mängd olika sätt, men kravatten var inte längre yvig utan slätare och mindre än förr. 
Västen kunde fortfarande ha färg och mönster, men det blev nu allt vanligare att även den var enfärgad och i diskreta färger.  
Bonjouren syddes med brett framstycke och smal ryggstycke för att framhäva figuren, och midjan var fortfarande snäv och figurnära, men ärmarna var nu släta och snäva. Både väst och rock var vanligen dubbelknäppta.  
Långbyxorna var vida och i ljusare färg än rocken, gärna randiga eller rutiga. 
Herrmodet var mer eller mindre färglöst, och gick i svart, grått, brunt eller mörkblått. 
Kängor bars nu av män utom till aftonklädsel och riddräkt. 

### Hår och huvudbonad
Under 1840-talet blev det modernt med halvlångt hår i sidbena, gärna lockigt. Helskägg bars sällan och män kunde gärna vara slätrakade, men det var också populärt med mustasch, dock en liten och diskret sådan, och en krans av skägg precis under käklinjen, för att framhäva denna. 
Cylinderhattarna var höga och raka. Till lantklädsel bars en vidbrättad hatt med låg kulle. 

### Bildgalleri

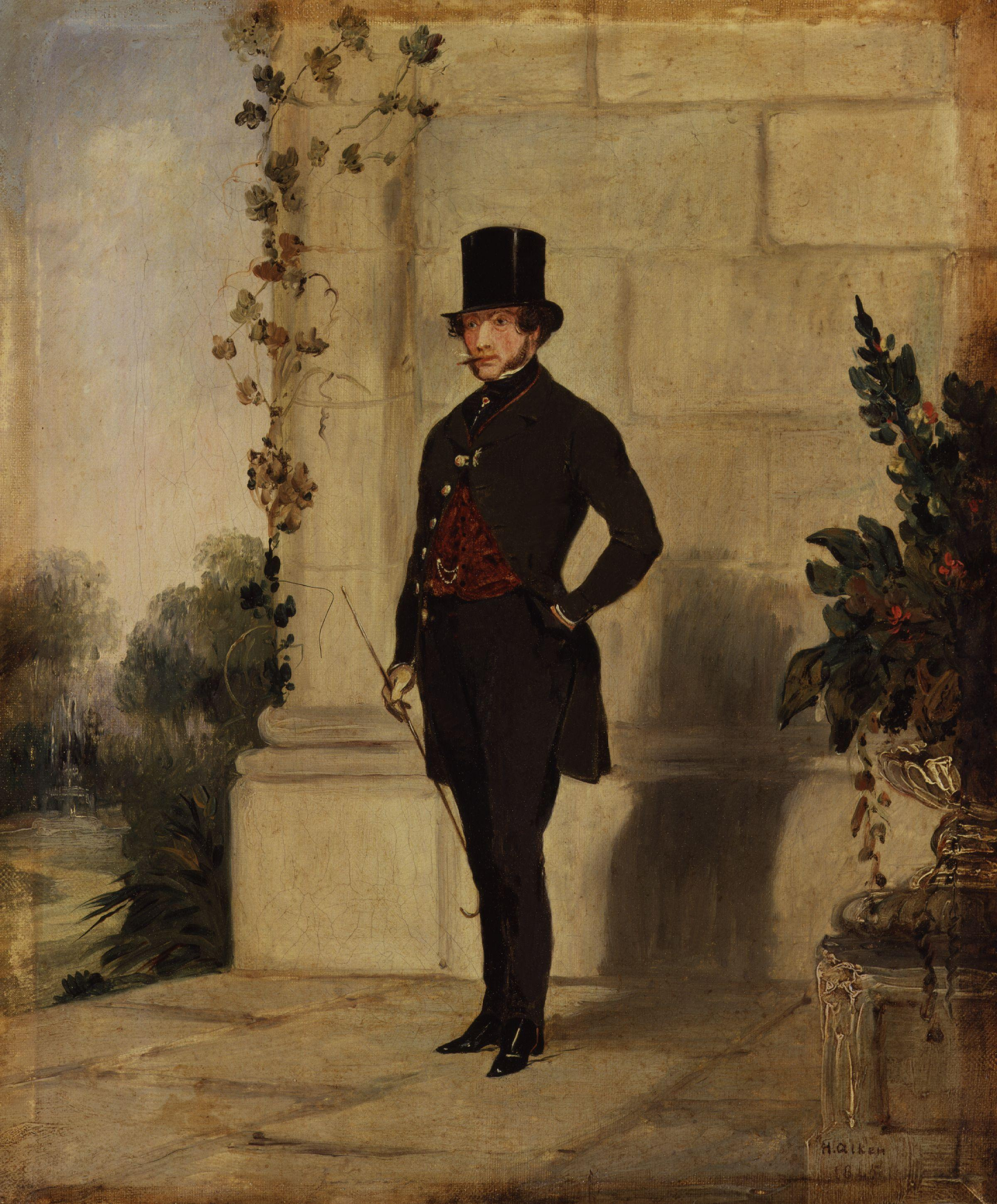
Henry Somerset, 7th Duke of Beaufort by Henry Alken
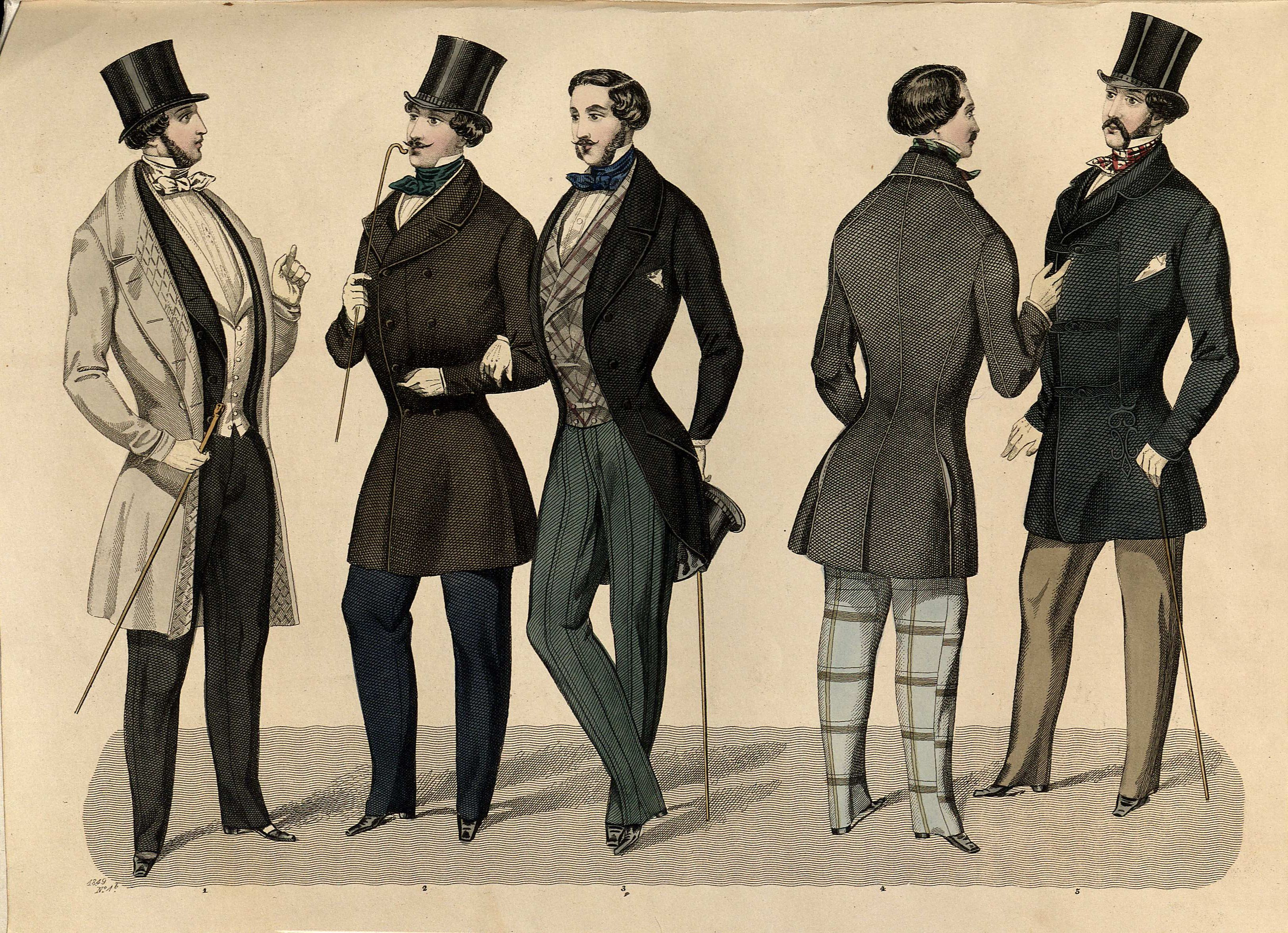
Stockholms mode-journal- Tidskrift för den eleganta werlden 1849, illustration nr 2
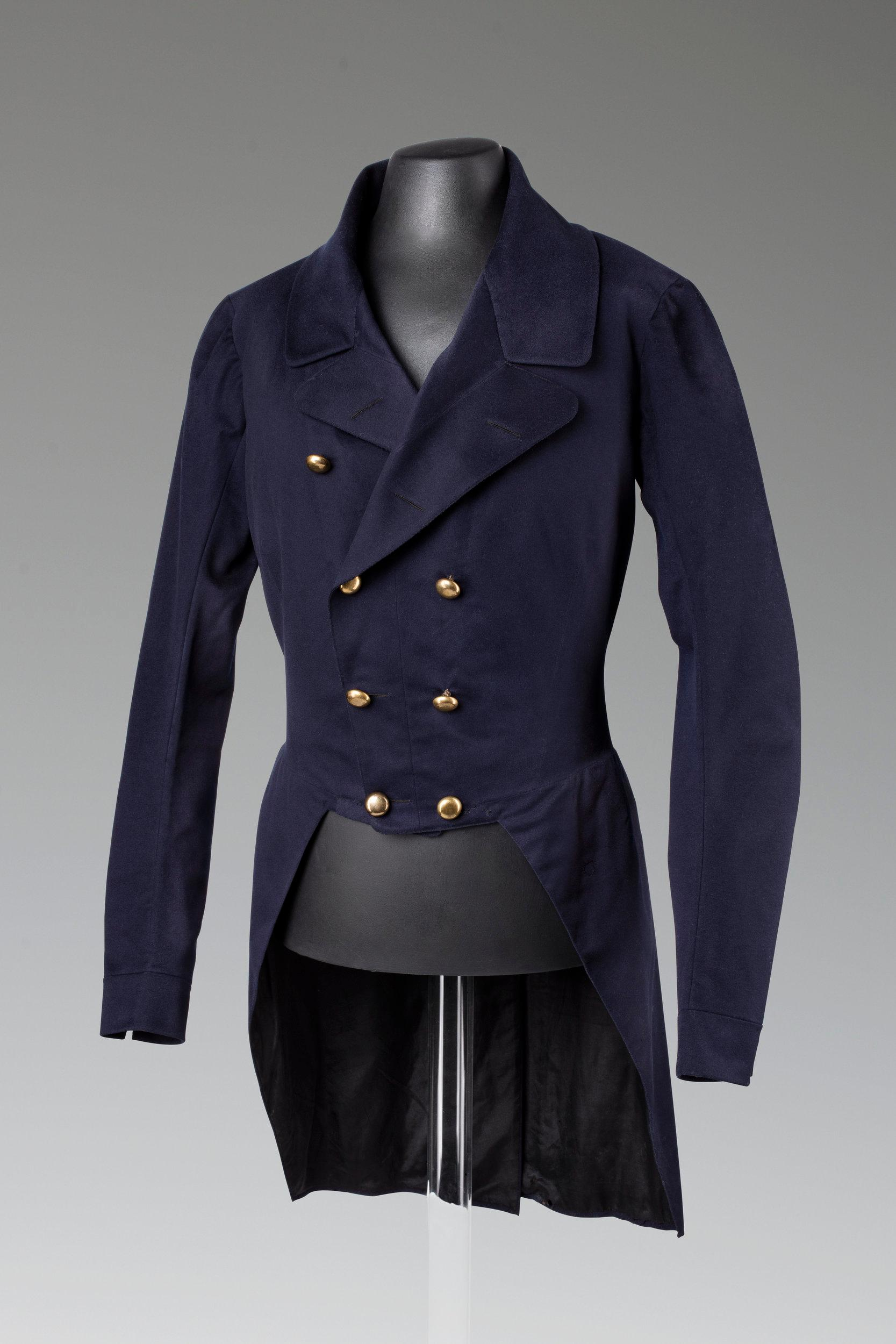
Nieznany - Frak (SZT 2834)
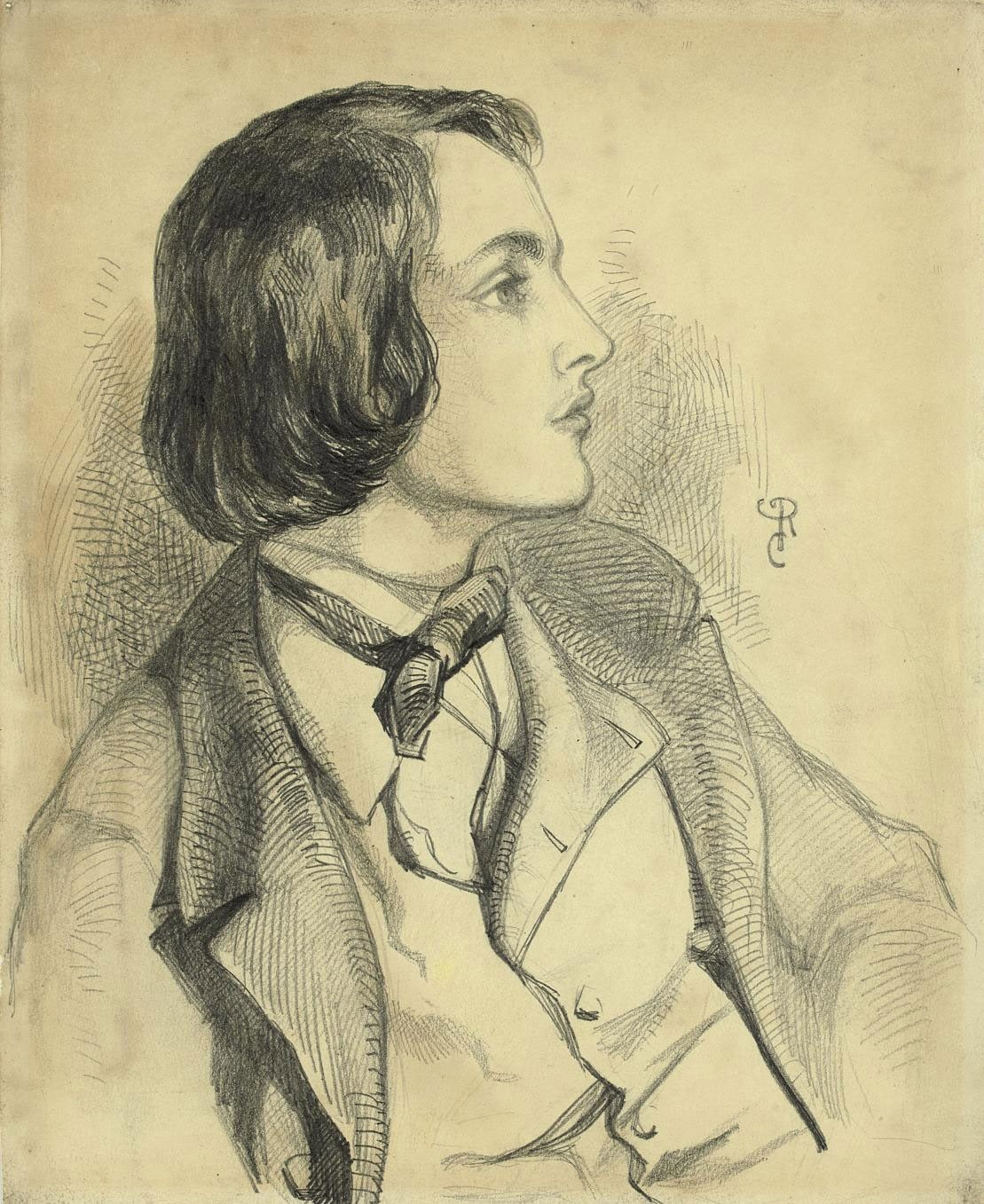
Dante Gabriel Rossetti - William Michael Rossetti (1846)
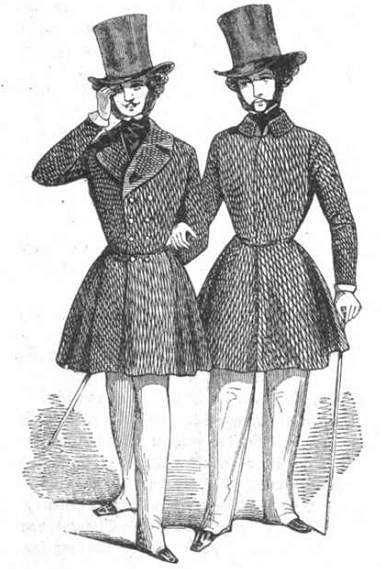
Illustrirte Zeitung (1843) 01 016 3 Herren-Moden von Humann